# Paepalanthus pruinosus
Paepalanthus pruinosus är en gräsväxtart som beskrevs av Wilhelm Willy Otto Eugen Ruhland. Paepalanthus pruinosus ingår i släktet Paepalanthus och familjen Eriocaulaceae. Inga underarter finns listade i Catalogue of Life.